# 福富町上竹仁
福富町上竹仁（ふくとみちょうかみたけに）とは、広島県東広島市の大字。全域で住居表示未実施である。

## 概要
福富地区西部に位置しており、広島市安佐北区（旧白木町）、安芸高田市向原町、志和地区に面している。西へと広がった三角状の地形をしており、棚状の耕地が広がる。町域西部にはクロボヤ峡があり、周辺に広がるホンシャクナゲの自生地は広島県の天然記念物に指定されている。
中世以前は東側の下竹仁とあわせて「竹仁村」とまとめて称された。この「竹仁」は高い土地を表す「高丹（たかに）」が転訛したとも、小野篁に尊称の「仁」をつけたことに由来するとも言われている。なおこの「竹仁村」という名称は、1889年に町村制が施行された際に発足した同名の村にも用いられている。

## 沿革
- 1889年（明治22年）4月1日 - 町村制施行。豊田郡上竹仁村と同郡下竹仁村が合併し、竹仁村が発足する。旧上竹仁村は「上竹仁」として竹仁村の大字となる[4][6]。
- 1955年（昭和30年）7月10日 - 豊田郡竹仁村と同郡久芳村が合併し、福富町が発足する。上竹仁は福富町の大字となる[4][6]。
- 1956年（昭和31年）4月1日 - 福富町の所属郡が豊田郡から賀茂郡に変更になる[7]。
- 2005年（平成17年）2月7日 - 福富町他4町が東広島市に編入される。上竹仁は「福富町上竹仁」として東広島市の大字となる[8]。

## 交通

### 鉄道
町内に鉄道はない。最寄り駅はJR山陽本線の八本松駅や同芸備線志和口駅など。いずれも10km程度離れている。

### バス
町内にバス路線は走っていない。福富町久芳のバス停が最寄りである。福富町久芳#バスも参照。

### 道路

#### 主要地方道
- 広島県道33号瀬野川福富本郷線
- 広島県道80号東広島向原線

町内の一部区間において、上記2路線は重複区間となっている。また、県道80号の一部区間（クロボヤ峡入口付近から志和町内まで）は車両通行困難区間に指定されている。

## 施設・名所など
- 森政神社
- 上ノ原牧場
- クロボヤ峡
- ホンシャクナゲ自生地（県の天然記念物）

## 学区
公立小学校に通学する場合、福富小学校ならびに福富中学校に通学することになる。

## 面積
2020年時点での面積は16.852183615㎢である。

## 世帯数・人口
2024年12月末での世帯数は197世帯、人口は422人である。